# Antonovo
Antonovo (in bulgaro Антоново?) è un comune bulgaro situato nella regione di Tărgovište di 7 974 abitanti (dati 2009). La sede comunale è nella località omonima.

## Località
Il comune è formato dall'insieme delle seguenti località:
- Antonovo (sede comunale)
- Bankovec
- Bogomolsko
- Bukak
- Čekanci
- Černa voda
- Černi brjag
- Dăbravica
- Devino
- Dlăžka poljana
- Dobrotica
- Dolna Zlatica
- Glašataj
- Goljamo Doljane
- Gorna Zlatica
- Gradinka
- Greevci
- Halvadžijsko
- Izvorovo
- Jarebično
- Jastrebino
- Jazovec
- Kalnište
- Kăpinec
- Kapište
- Kitino
- Kjosevci
- Konop
- Krajpole
- Krušolak
- Ljubichevo
- Malka Čerkovna
- Malogradec
- Manuševci
- Mečovo
- Milino
- Moravica
- Moravka
- Orač
- Pčelno
- Pirinec
- Porojno
- Prisojna
- Ravno selo
- Razdelci
- Semerci
- Svirčovo
- Svobodica
- Šiškovica
- Slănčovec
- Stara rečka
- Starčište
- Stevrek
- Stojnovo
- Strojnovci
- Tajmište
- Tihovec
- Treskavec
- Velikovci
- Veljovo

## Amministrazione

### Gemellaggi
Antonovo è gemellata con:
- Roccafiorita, dal 2010